# تقصیر ریو است
تقصیر ریو است (انگلیسی: Blame It on Rio) فیلمی آمریکایی در سبک کمدی رمانتیک به کارگردانی استنلی دانن است که در سال ۱۹۸۴ منتشر شد. از بازیگران آن می‌توان به مایکل کین، جوزف بولونیا، میشل جانسون، دمی مور، و ولری هارپر اشاره کرد.